# ブロンズトキ

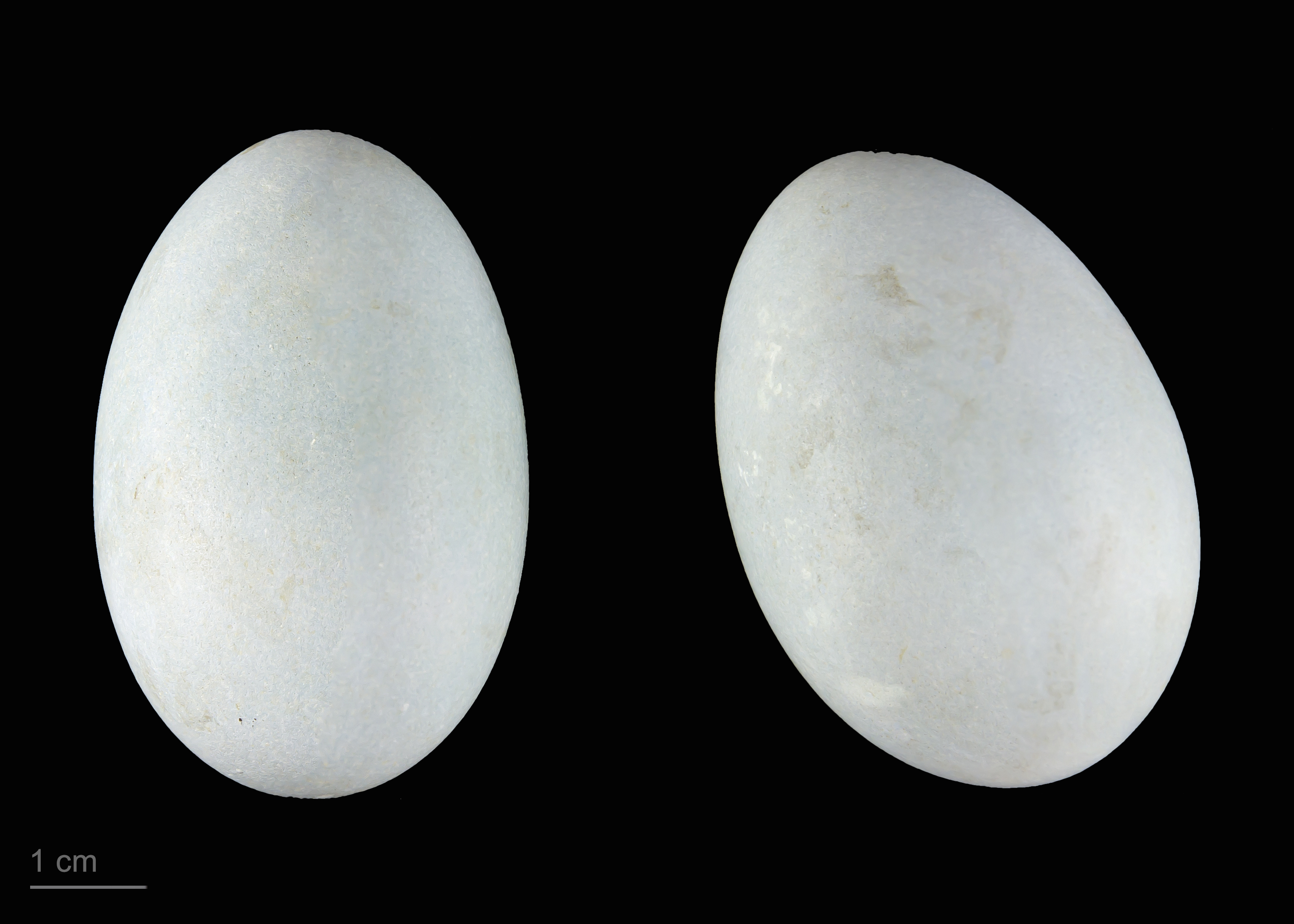
Plegadis falcinellus

ブロンズトキ（学名：Plegadis falcinellus）は、ペリカン目トキ科に分類される鳥類の一種。別名カマハシトキ（鎌嘴朱鷺）。

## 分布
分布域は広く、オーストラリア・東南アジア・南アジア・アフリカ・マダガスカル・ヨーロッパからアメリカ大陸大西洋岸の熱帯・温帯域にかけて生息している。新大陸の個体群は比較的最近（19世紀）になってアフリカから自然に分布を広げたものだと考えられている。ヨーロッパで繁殖した個体は、冬期アフリカに渡り越冬する。

## 形態
全長48-65cm。繁殖個体は赤褐色の身体に暗緑色の翼をもつが、非繁殖個体と若年個体は暗い体色のままである。

## 生態
内陸の沼地や湿地の多い草原に生息する。熱帯地方では、海岸のマングローブの林の中でもよく観察される。
魚類、甲殻類、カエル、昆虫類などの小動物を捕食する。
集団繁殖地（コロニー）を形成して繁殖する。しばしばサギ類と共同でコロニーを作る。雄が巣材を集め、雌が水辺の樹上などに巣を作る。1腹3-6個の卵を産み、抱卵期間は20-23日である。抱卵、育雛とも雌雄共同で行う。雛は孵化後約20日で巣立ちし、約40日で飛べるようになる。